# Бандарбейла
Бандарбейла (Бендер-Бейла; сомал. Bandar Beyla, араб. بندر بيلا‎) — прибрежный город в провинции Бари в Сомали.

## История
Город расположен севернее мыса Рас-Мабар (или мыс Мабар). Служил в качестве важного навигационного ориентира для кораблей, плывущих из Аравийского полуострова к полуострову Сомали. Исторически в поселение производили лодки и плоты без использования гвоздей.
Бэйла сильно пострадал от цунами, вызванного землетрясением на дне Индийского океана в декабре 2004 года.

## Население
В городе живёт около 16 тысяч человек. В Бэйла живут, в основном, сомалийцы, которые представляют кланы Маджертин и Лилкас.

## Образование
По данным министерства образования Сомали, в округе Бэйла есть 13 начальных школ.